# لانتانا متعددة الأزهار
لانتانا متعددة الأزهار (الاسم العلمي:Lantana multiflora) هي نوع نباتي يتبع جنس اللانتانا من فصيلة اللويزية.